# Packt
Packt est une maison d'édition spécialisée dans les manuels d'informatique.

## Histoire
L'entreprise est fondée en 2003  par David et Rachel Maclean. Son siège est à Birmingham, au Royaume-Uni.
L'entreprise indique publier des livres sur des projets et des sujets de moindre envergure que les maisons d'édition classiques ne peuvent pas rentabiliser. Le modèle économique de l'entreprise, qui implique l'impression à la demande et la vente directe, lui permet de vendre des livres à faible volume de ventes. Ce système propose des droits d'auteur élevés et la possibilité d’écrire sur des sujets que les éditeurs standards ont tendance à éviter[réf. souhaitée].

## Publications
Packt Publishing produit des manuels, des livres électroniques, des didacticiels vidéo et des articles pour les informaticiens, les développeurs web, les administrateurs système et les utilisateurs finaux.
Packt propose l'expédition de ses livres imprimés en Europe, en Amérique du Nord et dans certains pays asiatiques. L'éditeur propose également des livres numériques au format PDF, puis aux formats ePub et Mobi depuis 2010. Ils sont publiés sans système de gestion des droits numériques depuis mars 2009. Les publications sont disponibles via la plateforme Perlego, et certaines sont accessibles sur Safari Books Online.

## Collections
En avril 2010, Packt a lancé deux nouvelles collections, Packt Enterprise et Packt Open Source. La première regroupe des manuels sur les technologies produites par des entreprises pour être utilisées dans d'autres groupes, tandis que Packt Open Source se concentre sur les technologies construites autour de licences open source[réf. souhaitée].
Packt soutient et promeut les projets et concepts open source. Lorsqu'un livre ayant un tel projet comme sujet est vendu, Packt verse une redevance directement à ce projet. Ce système a permis à l'entreprise de fournir des revenus durables à des développeurs depuis 2004. En mars 2011, à la suite de sa campagne « Believe in Open Source », Packt a annoncé avoir reversé 300 000 $ dans ce cadre,.